# Кабачок-цукіні
Кабачок-цукіні, цукіні, цукінія — поширений різновид кабачка.
Це переважно зеленоплідні кабачки з високим вмістом вітаміну C. Листя цукіні сильно порізане, часто з візерунком сріблястого відтінку.
Цукіні походять від кабачків, вперше одомашнених у Месоамериці понад 7000 років тому, але сам кабачок був виведений у Мілані наприкінці 19 століття.

## Плоди

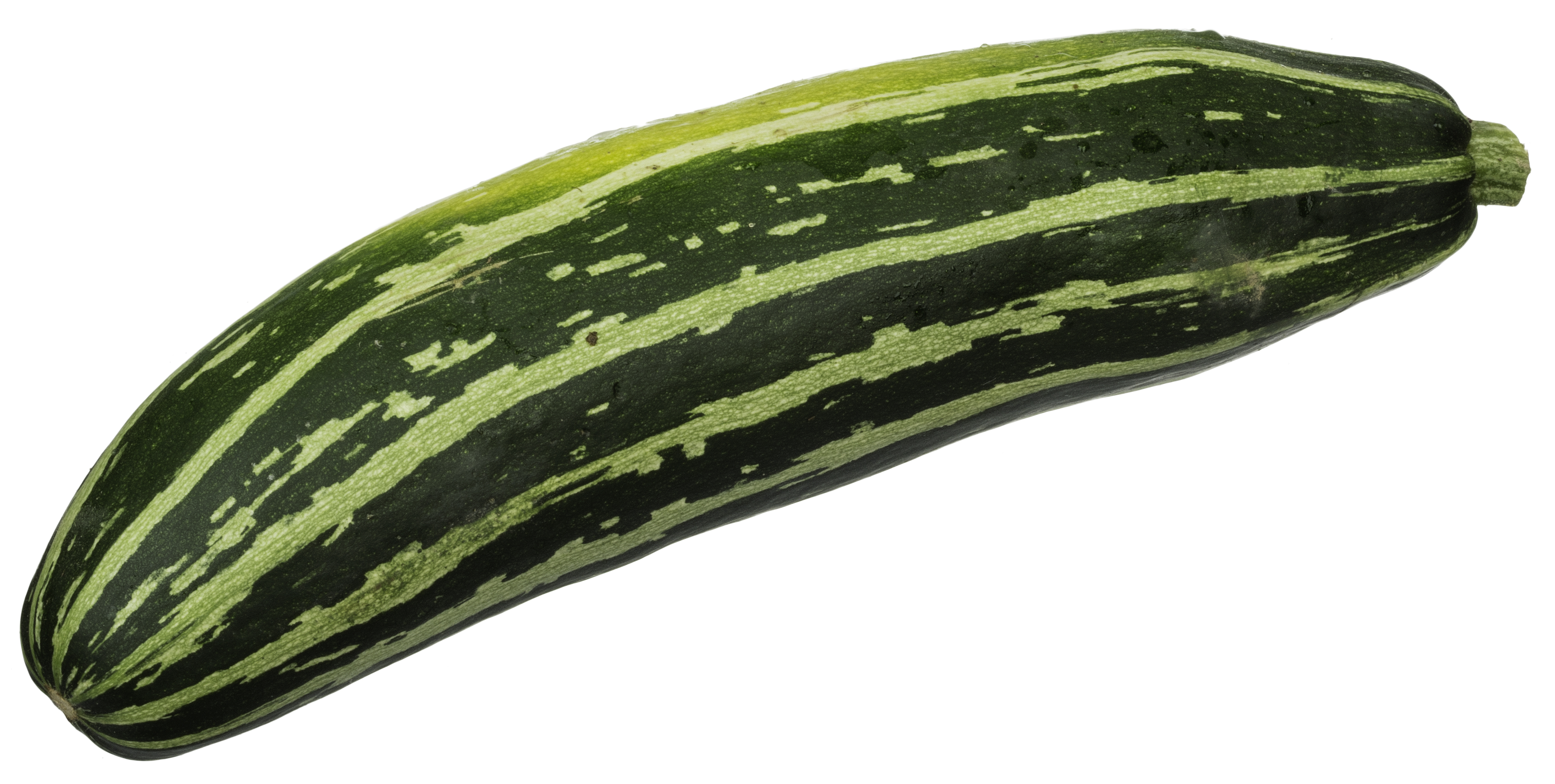

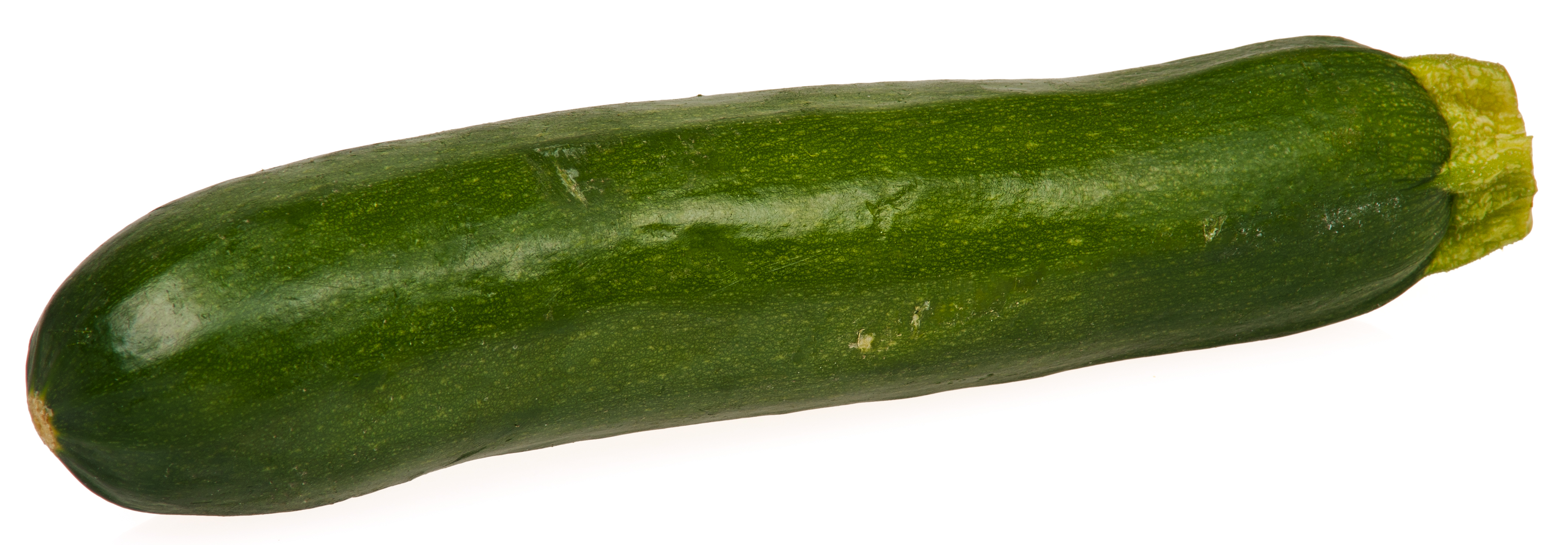

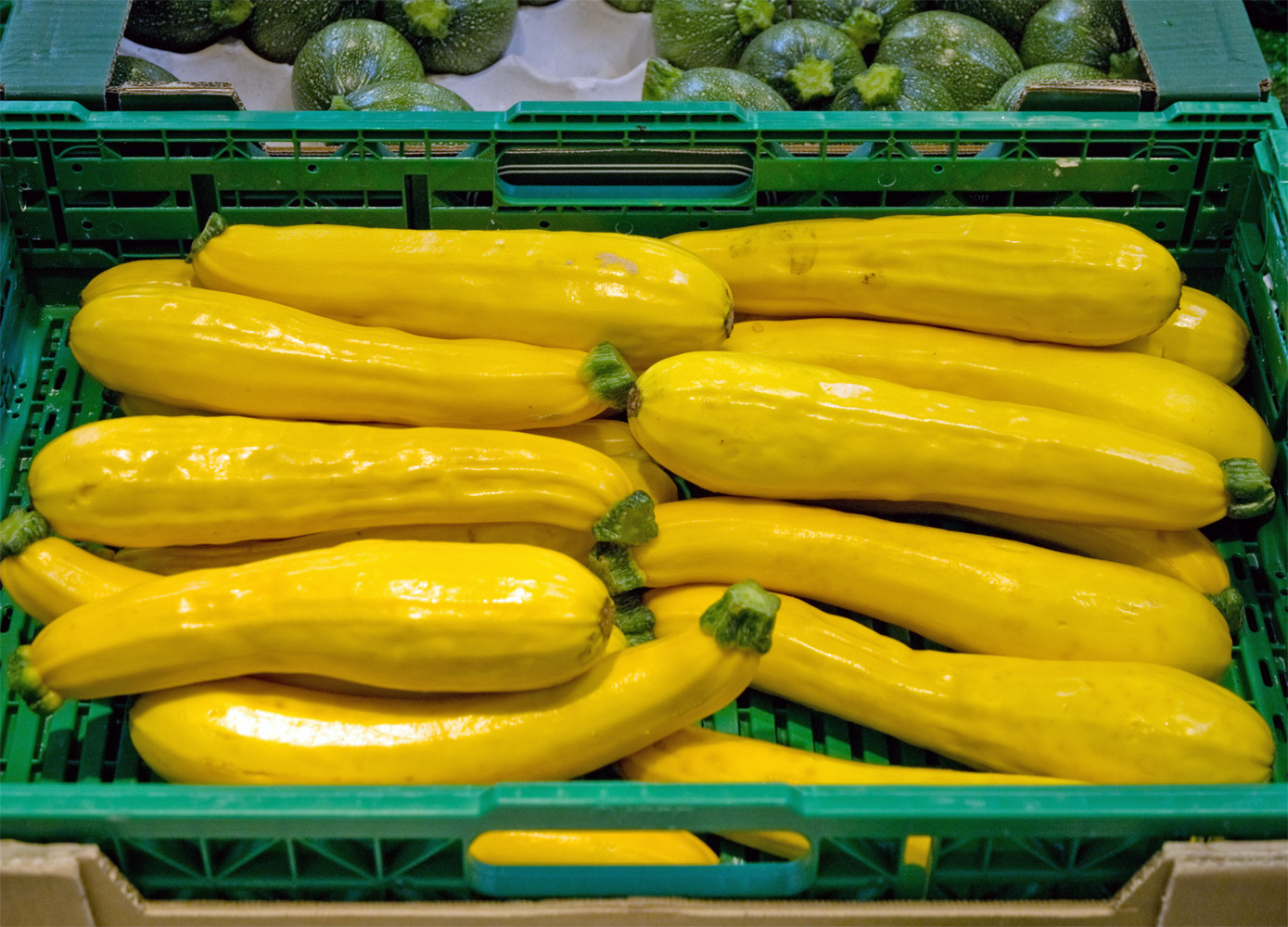
Золотисті цукіні, вирощені в Нідерландах

З точки зору ботаніки плід цукіні - це ягода  із затверділим околоплодником. У кулінарії це овоч, який зазвичай готують і їдять як солону страву або гарнір.
Звичайні плоди цукіні зеленого кольору, хоча золотисті цукіні мають насичений жовтий або помаранчевий колір. При дозріванні вони можуть виростати майже до одного метру в довжину, але зазвичай їх збирають приблизно в 15-25 см.
Плоди цукіні вживаються в їжу вареними, маринованими або квашеними. Молоді плоди, довжиною 10-15 см, також вживають і в сирому вигляді (в салатах). Також в їжу вживають квітки.
Плоди цукіні іноді містять отруйні кукурбітацини, що робить їх надзвичайно гіркими та може спричинити серйозні гастроентеро-кишкові розлади. Серед причин - стресові умови вирощування та перехресне запилення подібними видами, такими як огірки та декоративні кабачки.

## Квітка

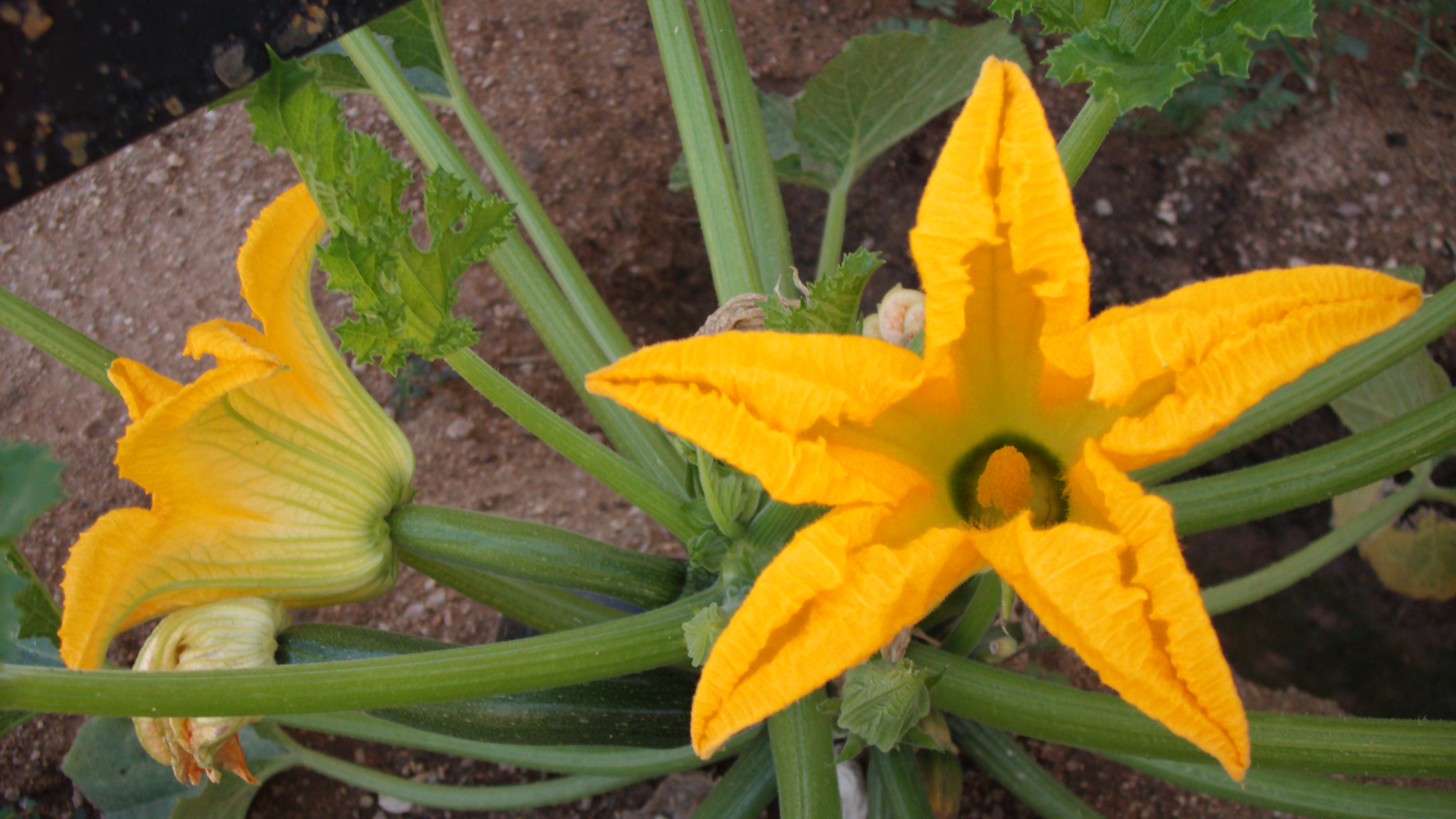
Квітка цукіні

Жіноча квітка - це велика золотиста квітка розташовано на кінці пагонів. Чоловіча квітка росте безпосередньо на стеблі  рослини в пазухах листя (там, де черешок листя зустрічається зі стеблом ), на довгій ніжці і трохи менша за жіночу. Обидві квітки їстівні і часто використовуються для прикраси страв або для прикраси варених фруктів.
Тверді та свіжі квіти, які лише трохи розкриваються, готують до вживання, видаляючи маточки з жіночих квіток, а тичинки - з чоловічих. Стебла на квітках  зберегають щоб кухареві було за щось триматися під час приготування й не травмувати ніжні пелюстки.  Залишки стебла можна видалити перед приготуванням або перед подачею на стіл.
Цукіні, як і всі кабачка та патисони, родом з Америки, зокрема Мезоамерики. Однак сорти зелених циліндричних кабачків, зібраних недозрілими що, як правило, і називаються «цукіні», культивувались на півночі Італії, вже через три століття після введення кабачків з Америки. Схоже, що цукіні з'явилися у другій половині XIX століття, хоча перший опис сорту під назвою цукіні зустрічається у роботі, опублікованій у Мілані 1901 р. Спочатку назви сортів зазвичай включали назви найближчих міст.
Перші записи про цукіні в США відносяться до початку 1920 -х років. Майже напевно його вивезли до Америки італійські іммігранти і, ймовірно, вперше виростили в США у Каліфорнії. У звіті від 1928 року про овочі, вирощені в штаті Нью-Йорк, цукіні згадується як один із 60 культурних сортів C. pepo.

## Кулінарне застосування

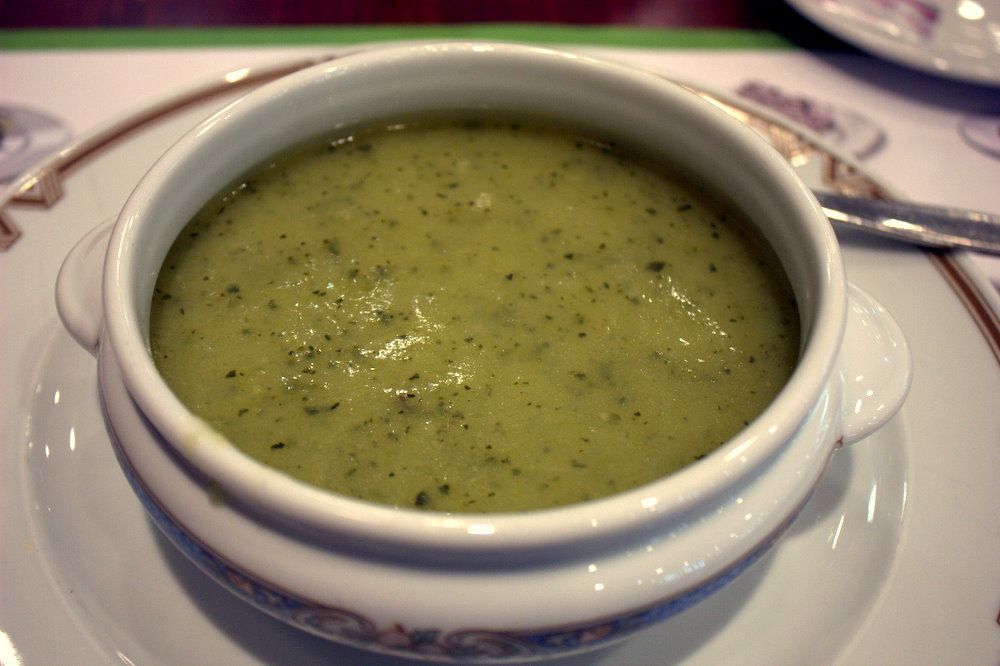
Суп з цукіні

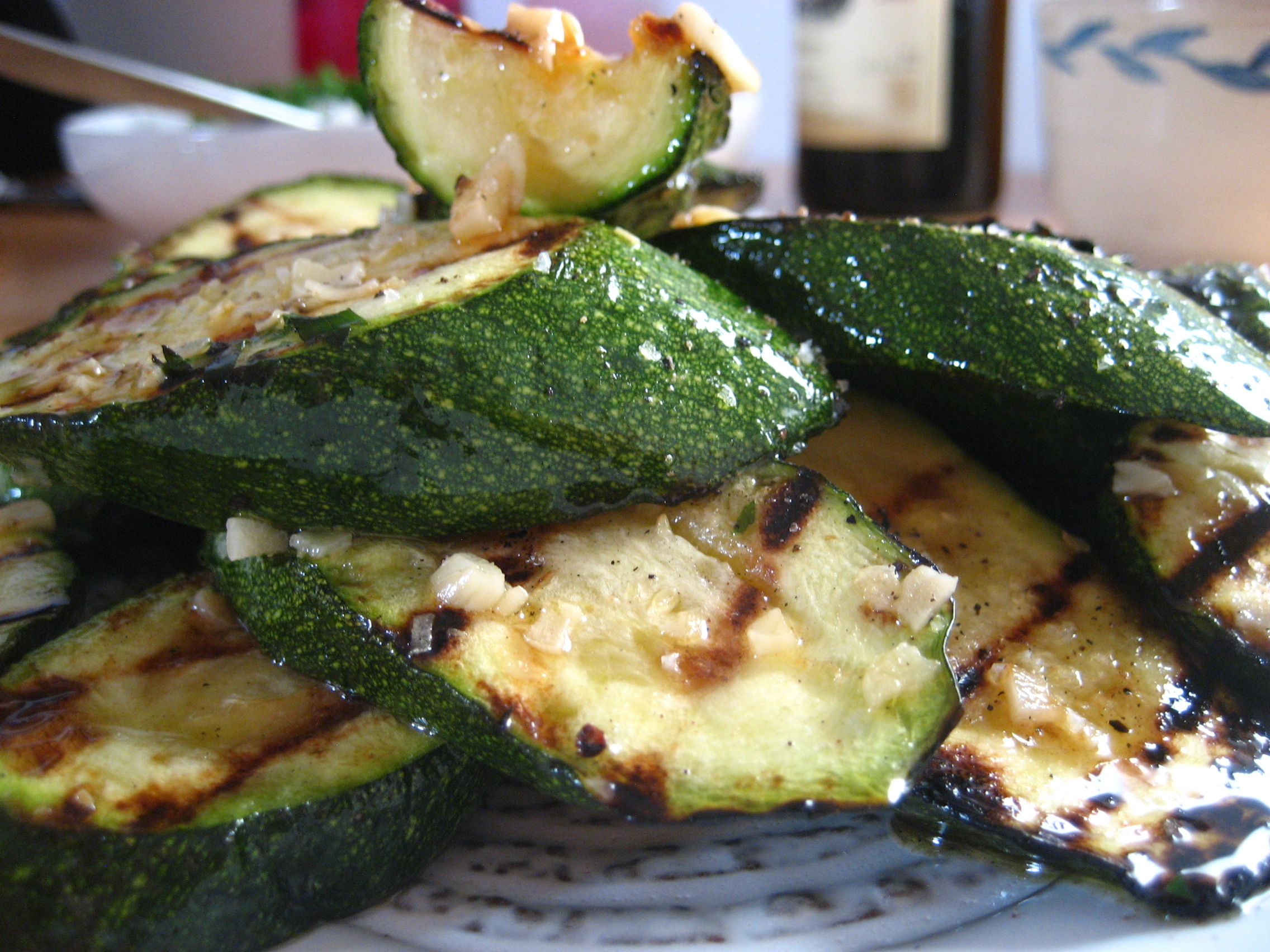
Цукіні на грилі

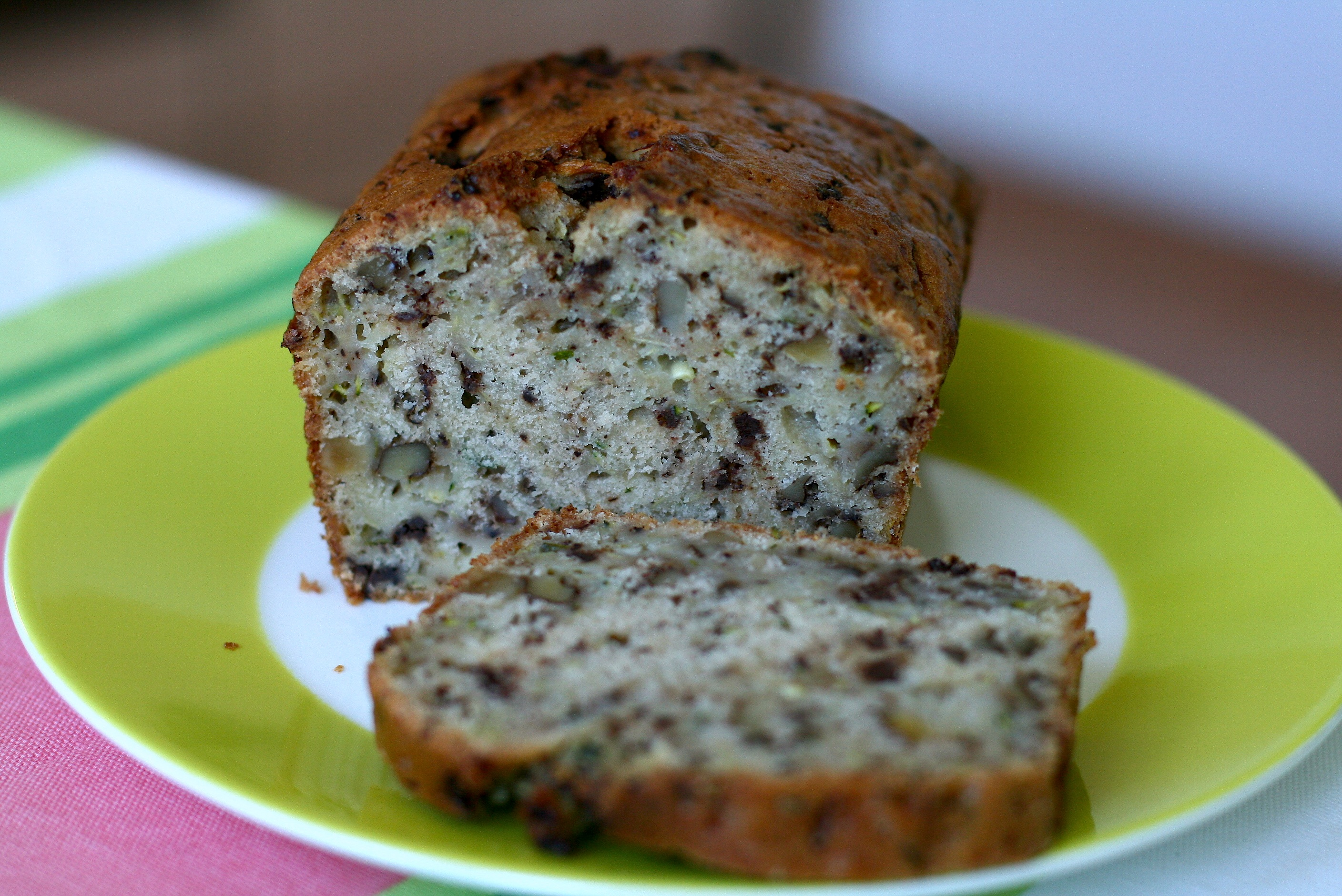
Хліб з цукіні

Для вживання у їжу зазвичай збирають недозрілі плоди розміром до 20 см в довжину, поки насіння ще м’яке і незріле. Дозрілих пложи можуть досягати довжину більше 1м. Великі пложи часто мають тверді насіння шкірку, отже вимагають очищення перед приготуванням. Плоди з прикріпленими квітами - ознака справді свіжих й молодих плодів, такі плоди відрізняються більш солодким смаком.
На відміну від огірка, цукіні зазвичай піддають термічній обробці з використанням різних кулінарних технологій, включаючи приготування на пару, відварене, приготування на грилі, фарширування та запікання, смаження або включення як інгредієнту до інших рецептів, таких як суфле або оладки. З цукіні також можна приготувати хлібі  подібний до бананового хліба, або додати до тіста при приготуванні пірога подібного до морквяного торту.  Квіти можна їсти фаршированими або смаженними у фритюрі (наприклад, в темпурі).

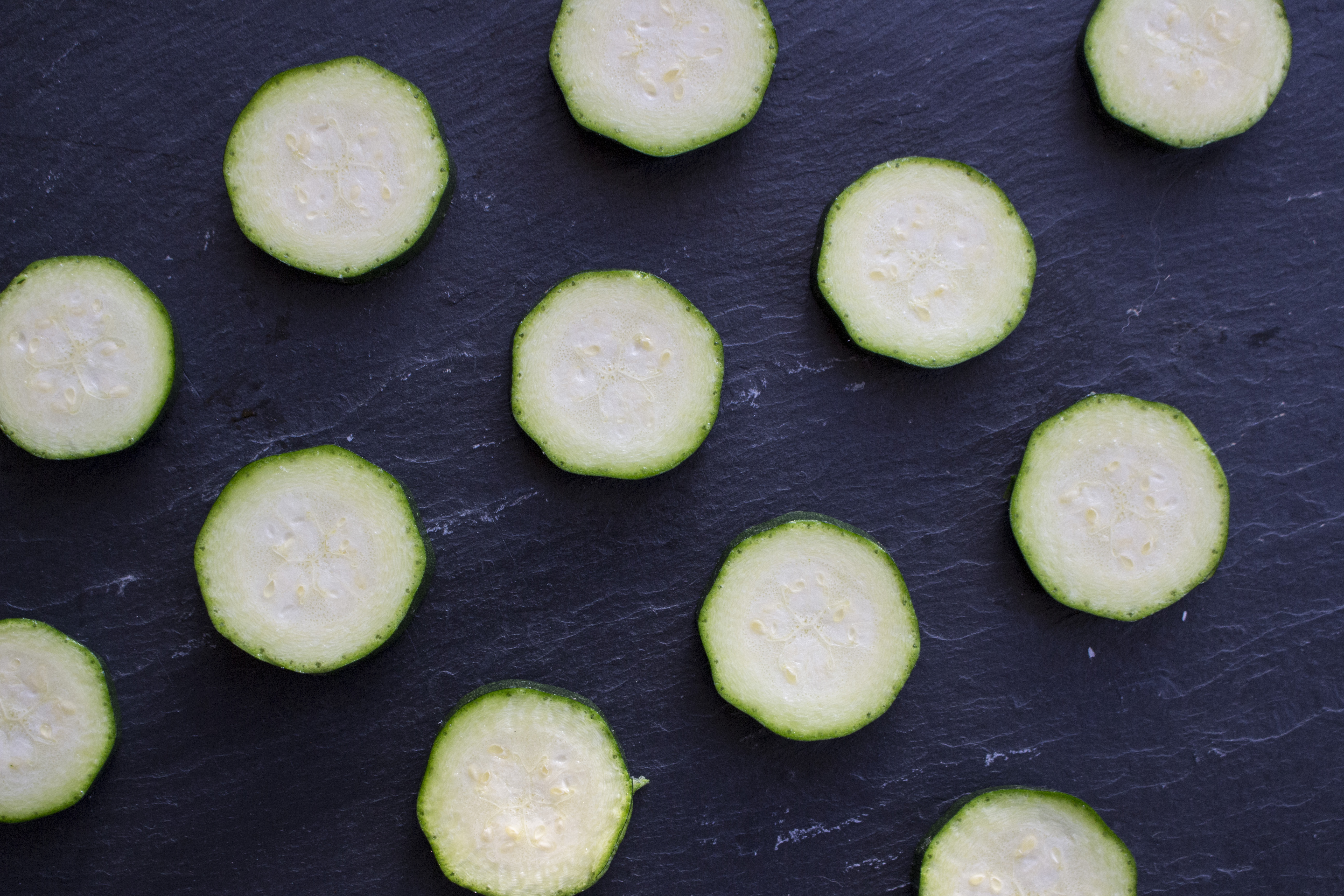
Цукіні нарізані для приготування салату

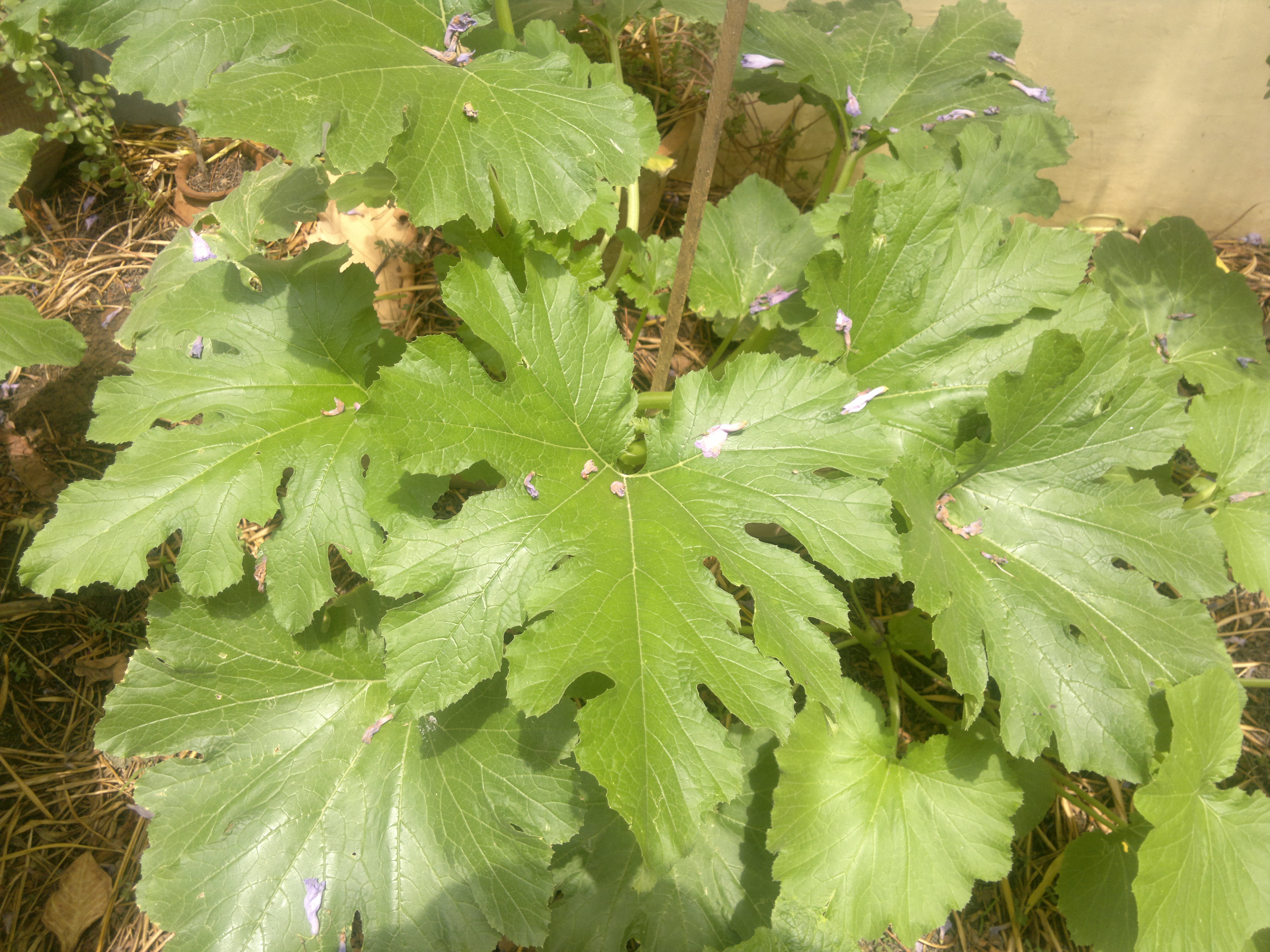
Листя цукіні

## Вирощування

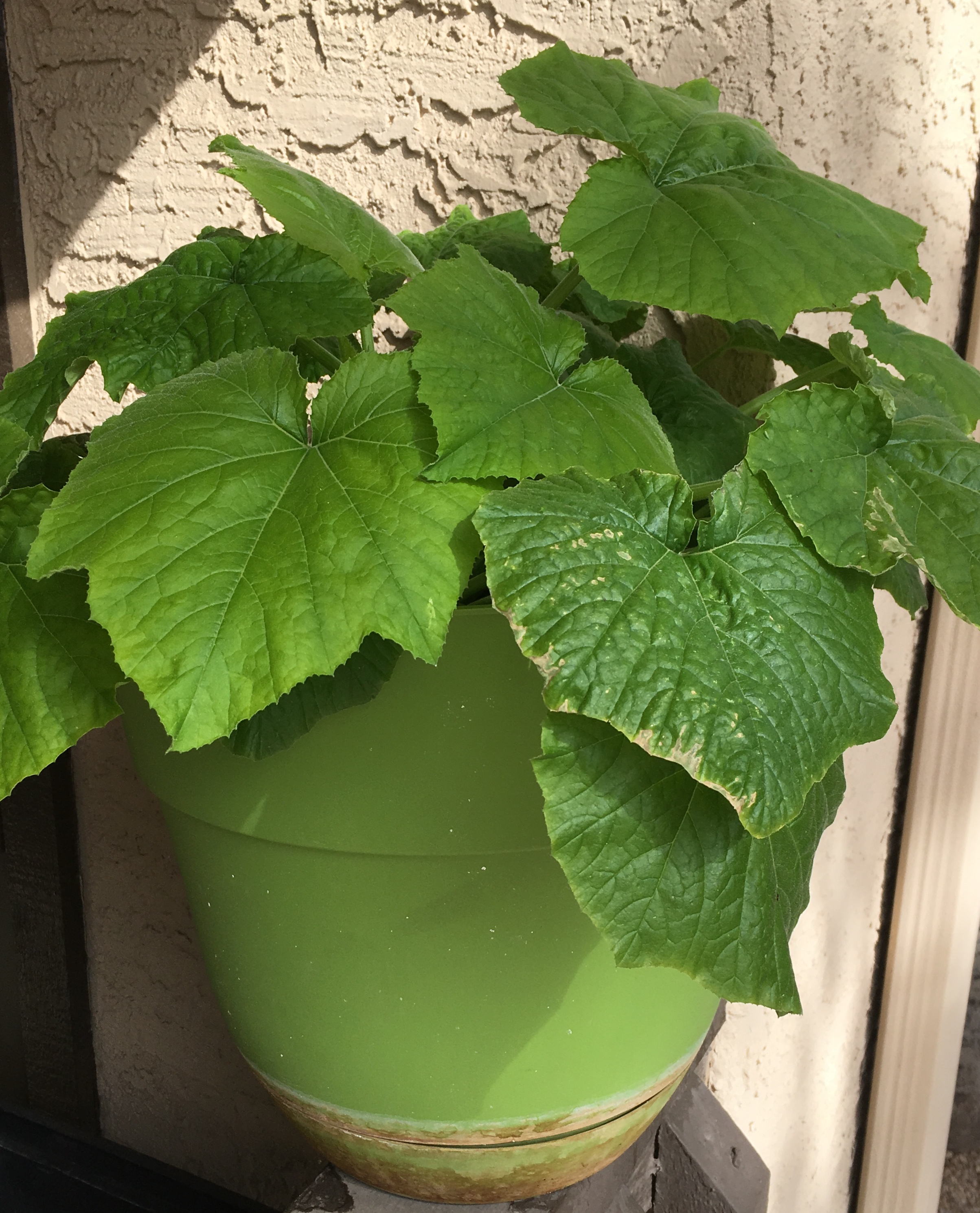
Молода рослина цукіні у горшику

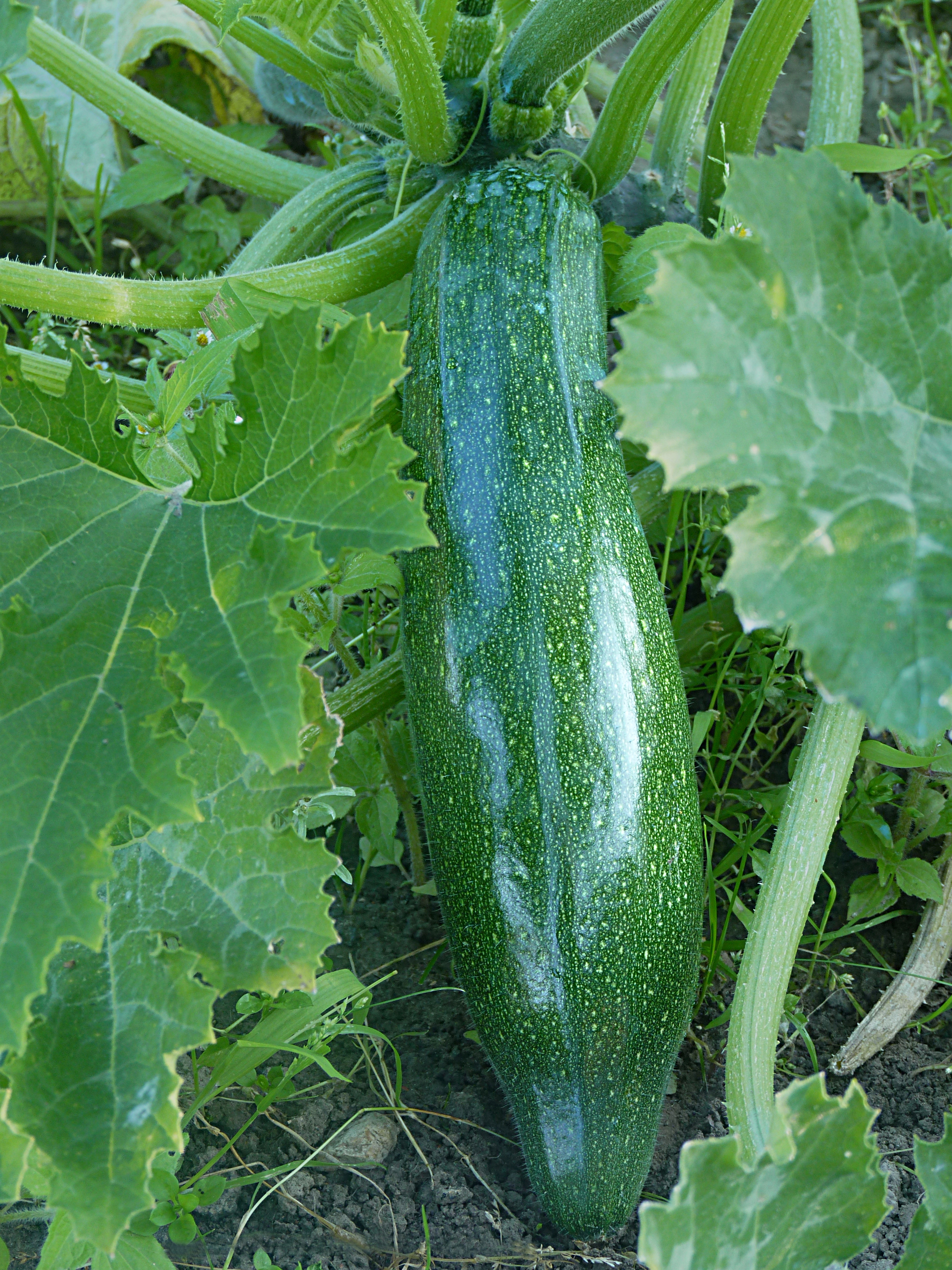
Стиглий плод цукіні

Цукіні дуже легко ростуть в помірному кліматі. Частина, зібрана як «цукіні», - це незрілі плоди, хоча також їдять квіти, зрілі плоди та листя. Цукіні відрізняється високою плодовітістю. Одним із способів контролювати надлишок є зривання жіночіх  квітів, які й самі по собі також є делікатесом, наприклад, у італійській кухні.
Хоча цукіні є простим у вирощуванні, як і всі гарбузові, для запилення цукіні потрібна велика кількість бджіл. У районах з нестачею запилювачів або великого використання пестицидів, таких як райони з розбризкуванням репеленту проти комарів, садівники часто стикаються з перериванням плодів, де фрукти починають рости, потім сохнуть або загнивають. Це відбувається через недостатню кількість пилкових зерен, доставлених до жіночої квітки. Таку ситуацію можна виправити ручним запиленням або збільшенням популяції бджіл.